# استیو روچ
استیو روچ آهنگساز چیره دست آمریکایی و پیشرو سبک موسیقی امبینت (تقسیم بندی نیو ایج) است.
وی که متولد ایالت کالیفرنیا بوده امروزه ساکن شهر توسان ایالت آریزونا است و از سال ۱۹۸۲ تا کنون صدها اثر متفاوت سبک موسیقی امبینت از خود خلق نموده است.
در مورد موسیقی او روزنامه سانتافی نیو مکزیکن چاپ شهر سانتا فه در نیومکزیکو می‌نویسد:
"بنظر می‌رسد این موسیقی از خود کرهٔ خاکی بر می خیزد و از اشکال کهن و جادویی زمین مثل کوه‌های سرخ صحراهای دور افتادهٔ آمریکا و استرالیا برخاسته و بدانها باز گشته و ناپدید می‌شود."
موسیقی وی آکنده از افکت‌های طبیعی و عاری از ریتم‌های معمول یک آهنگ است. وی اغلب از آلات موسیقی سرخ‌پوستان در آثار خود استفاده می‌کند و هدف وی از خلق آثارش به وجود آوردن یک "فضای صوتی" (soundscape) است تا یک آهنگ متعارف موسیقی.
وی تا کنون چندین جایزه دریافت کرده از جمله جایزه جونو (نزدیک‌ترین جایزه کانادایی به جایزه گرمی آمریکا) به خاطر همکاری با گروه آفریقایی تاکاجا (Takadja) . وی نیز سازندهٔ آهنگ فیلم‌هایی همچون مخمصه (رابرت دنیرو و آل پاچینو) و قیرگون (Pitch Black) (ون دیزل) است.